# Tankard
Tankard — один з найвідоміших німецьких треш-метал-гуртів. В 1980-х роках гурт доклав багато зусиль до поширення цього напрямку важкого металу в Німеччині і став відомим за кордоном нарівні з Destruction, Kreator та Sodom.

## Дискографія
- Zombie Attack (1986)
- Chemical Invasion (1987)
- The Morning After (1988)
- The Meaning of Life (1990)
- Stone Cold Sober (1992)
- Two-Faced (1994)
- The Tankard (1995)
- Disco Destroyer (1998)
- Kings of Beer (2000)
- B-Day (2002)
- Beast of Bourbon (2004)
- The Beauty and the Beer (2006)
- Thirst (2008)
- Vol(l)ume 14 (2010)
- A Girl Called Cerveza (2012)
- R.I.B. (2014)
- One Foot in the Grave (2017)
- Pavlov's Dawgs (2022)